# 재귀 자료형
재귀 자료형, 재귀 정의, 귀납 정의 또는 귀납 자료형은 컴퓨터 프로그래밍 언어에서 동일한 유형의 다른 값을 포함할 수 있는 값에 대한 자료형이다. 재귀 유형의 데이터는 일반적으로 방향성 그래프로 표시된다.
컴퓨터 과학에서 재귀의 중요한 적용은 목록 및 트리와 같은 동적 데이터 구조를 정의하는 것이다. 재귀적 데이터 구조는 런타임 요구 사항에 따라 동적으로 임의로 큰 크기로 커질 수 있다. 이와 대조적으로 정적 배열의 크기 요구 사항은 컴파일 타임에 설정되어야 한다.
때때로 "귀납 자료형"이라는 용어는 반드시 재귀적이지 않은 대수적 자료형에 사용된다.

## 같이 보기
- 재귀적 정의
- 대수적 자료형
- 노드 (컴퓨터 과학)